# Нью-Гэмпшир
Нью-Гэ́мпшир, также Нью-Хэмпшир (англ. New Hampshire, американское произношение: [ˌnuː ˈhæmpʃər] (слушать)о файле) — штат в регионе Новая Англия на северо-востоке США. Население 1 379 089 (2020). Неофициальное название «Гранитный штат» отражает наличие в штате месторождений гранита и его добычу. Столица штата — город Конкорд, крупнейший город — Манчестер. Первый штат в стране, провозгласивший независимость от Великобритании. Девиз штата «Живи свободным или умри» (англ. Live free or die) был выбран после войны за независимость.

## История

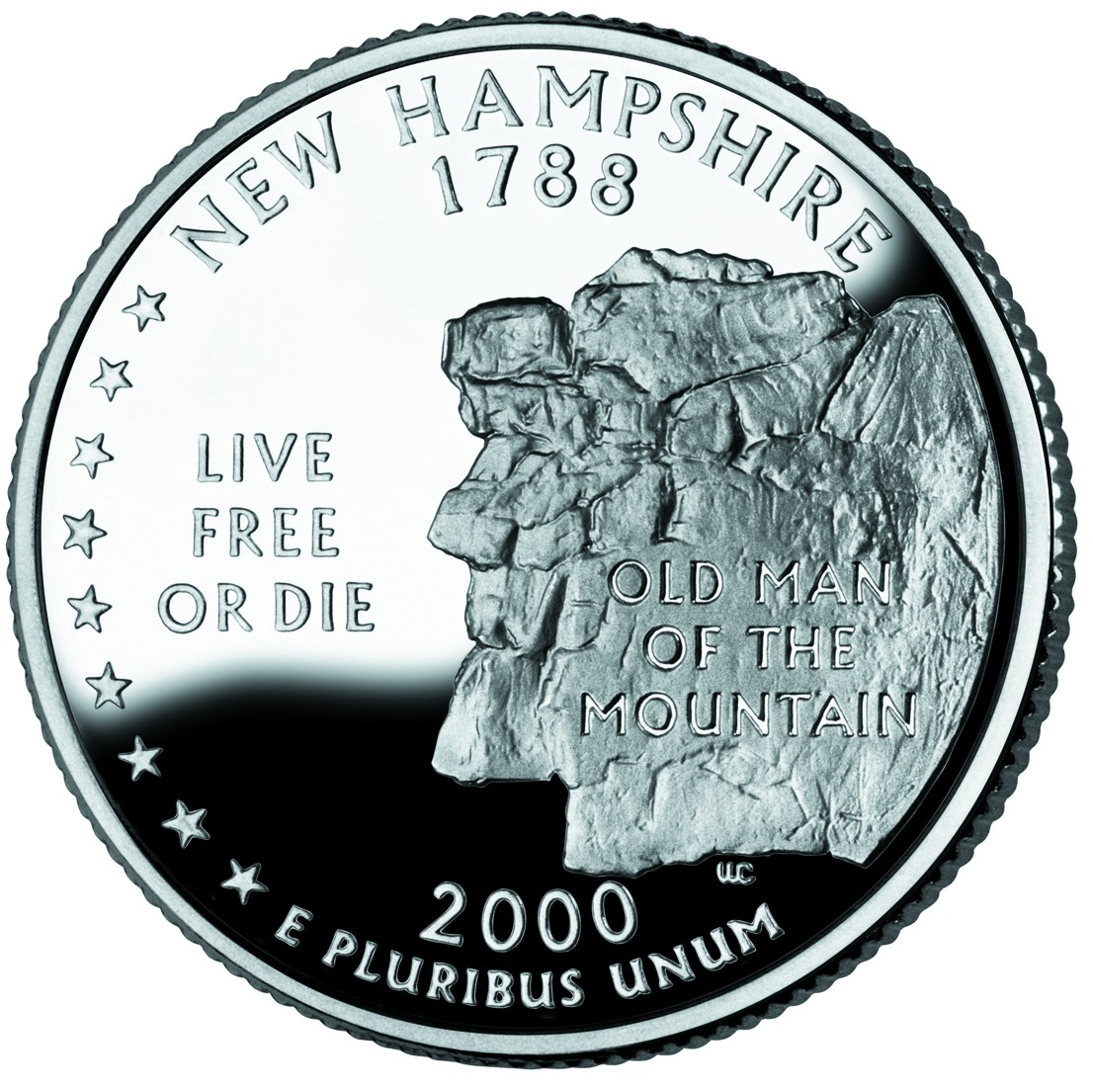
Монета 25 центов, посвящённая штату

Провинция Нью-Гэмпшир была основана в 1623 году британским капитаном Джоном Мейсоном и получила своё название в честь английского графства Гэмпшир. Во время войны за независимость Нью-Гэмпшир стал одной из тринадцати колоний, восставших против британского господства, и первым штатом, провозгласившим свою независимость. Столица штата Конкорд в прежнее время была известна под названиями Рамфорд и Пенакук. В 1835 году в состав штата была присоеденина Республика Индиан-Стрим.
В 2003 году штат был выбран основой Free State Project.

## География

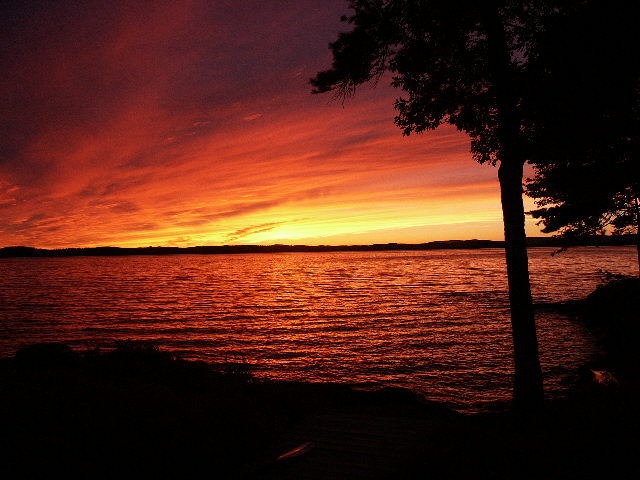
Закат на озере Уиннипесоки

Нью-Гэмпшир традиционно включают в историко-культурный регион Новой Англии. На севере штат граничит с канадской провинцией Квебек, на востоке — со штатом Мэн и Атлантическим океаном, на юге — с Массачусетсом, на западе — с Вермонтом. Площадь Нью-Гэмпшира — 24 217 км² (46-й в стране). Береговая линия штата у Атлантического океана — 29 километров.
На севере расположены горы Уайт-Маунтинс (высшая точка — гора Вашингтон — 1917 м) — популярный туристический район, а в средней части Нью-Гэмпшира располагается Новоанглийская возвышенность, на юго-востоке — приокеаническая низменность. Климат носит континентальный характер — тёплое непродолжительное лето и холодная, довольно суровая, снежная и ветреная погода зимой. Главные реки в штате — Коннектикут и Мерримак, энергия которых используется многочисленными ГЭС.
Крупнейшее озеро — Уиннипесоки.

## Экономика
Традиционно промышленность штата базируется на энергии ГЭС. В XIX веке, когда в Нью-Гэмпшире началась интенсивная индустриализация, крупный капитал направился в мукомольное, текстильное и кожевенно-обувное производства. В конце XX века их заменили машиностроение, а также производство электроники. Сегодня город Нашуа специализируется на оптике, Портсмут на автозапчастях и морских судах.
В сельском хозяйстве доминируют молочное животноводство, птицеводство, тепличные хозяйства, специализирующиеся на клюкве, чернике.
Единственный океанический порт — Портсмут. Значительная часть населения (до 15 %) занята в сфере услуг и туризма.

## Политика
Исторически Нью-Гэмпшир был консервативным штатом, исторически поддерживавшим республиканцев. C 1992 года штат стал колеблющимся как на местных, так и федеральных выборах.

## Население

### Расовый состав
Распределение населения по расовому признаку:
- белые — 93,9 %
  - французского и франкоканадского происхождения — 24,5 %
  - ирландского происхождения — 21,5 %
  - английского происхождения — 17,6 %
  - итальянского происхождения — 10,3 %
  - немецкого происхождения — 8,4 %
- афроамериканцы — 1,1 %
- индейцы — 0,2 %
- азиаты — 2,2 %

### Религиозный состав
Большинство проживающих в Нью-Гэмпшире считают себя христианами (в том числе 35 % католиков и 32 % протестантов, включая баптистов (6 %), методистов (3 %), служителей объединённой церкви Христа (6 %), мормонов, адвентистов и других). Около 17 % жителей считают себя атеистами.

### Динамика роста населения
| Численность жителей штата по годам (в тысячах) |       |       |       |       |       |       |       |       |       |        |        |        |        |
| 1790                                           | 1810  | 1830  | 1850  | 1870  | 1890  | 1910  | 1930  | 1950  | 1970  | 1990   | 2000   | 2010   | 2020   |
| 141,9                                          | 214,5 | 269,3 | 318,0 | 318,3 | 376,5 | 430,6 | 465,3 | 533,2 | 737,7 | 1109,3 | 1235,8 | 1316,5 | 1377,5 |

1,109,252 20,5 %
2000	1,235,786 11,4 %
2010	1,316,470 6,5 %
2020	1,377,529

## Образование и наука
В Хановере располагается один из старейших вузов США.

## Примечание
1. ↑  Гора Вашингтон самая высокая точка в северо-восточном регионе США
2. ↑  Соединенные Штаты Америки // Атлас мира / сост. и подгот. к изд. ПКО «Картография» в 2009 г. ; гл. ред. Г. В. Поздняк. — М. : ПКО «Картография» : Оникс, 2010. — С. 168—169. — ISBN 978-5-85120-295-7 (Картография). — ISBN 978-5-488-02609-4 (Оникс).
3. ↑  Нью-Гэ́мпшир // Словарь географических названий зарубежных стран / отв. ред. А. М. Комков. — 3-е изд., перераб. и доп. — М. : Недра, 1986. — С. 260.
4. ↑  Указатель географических названий // Атлас мира / сост. и подгот. к изд. ПКО «Картография» в 2009 г. ; гл. ред. Г. В. Поздняк. — М. : ПКО «Картография» : Оникс, 2010. — С. 233. — ISBN 978-5-85120-295-7 (Картография). — ISBN 978-5-488-02609-4 (Оникс).